# Milutin Milankovic Medal
Die Milutin Milankovic Medal ist ein jährlich verliehener Preis in Geowissenschaften der European Geosciences Union (EGU).
Die Auszeichnung wurde 1993 durch die European Geophysical Society (EGS) eingeführt. Nach deren Fusion mit der European Union of Geosciences (EUG) im Jahre 2003 wird die Verleihung seither durch die daraus hervorgegangene EGU in der Division „Klima: Vergangenheit, Gegenwart und Zukunft“ vorgenommen.
Die Medaille wird Wissenschaftlern für herausragende Forschung im Bereich der langfristigen Klimaänderungen und -modellierung verliehen. Benannt ist sie nach dem jugoslawischen Geophysiker Milutin Milanković in Anerkennung seiner wissenschaftlichen und redaktionellen Leistungen.

## Preisträger
- 1993: Bert R. J. Bolin
- 1994: André L. Berger
- 1995: Jean-Claude Duplessy
- 1996: Lennart Bengtsson
- 1997: Jean Jouzel
- 1998: Syukuro Manabe
- 1999: Sir Nicholas J. Shackleton
- 2000: Robert Sadourny
- 2001: John Kutzbach
- 2002: I. Colin Prentice
- 2003: George Kukla, John Imbrie
- 2004: Frederik Hilgen
- 2005: Martin Claußen
- 2006: Michael Sarnthein
- 2007: Pinxian Wang
- 2008: William Richard Peltier
- 2009: Pascale Braconnot
- 2010: James D. Hays
- 2011: Andrey Ganopolski
- 2012: Wolfgang Berger
- 2013: Didier Paillard
- 2014: Maureen E. Raymo
- 2015: Paul J. Valdes
- 2016: James C. Zachos
- 2017: Axel Timmermann
- 2018: David A. Hodell
- 2019: Jacques Laskar
- 2020: Valérie Masson-Delmotte
- 2021: Ayako Abe-Ouchi
- 2022: Hai Cheng
- 2023: Bette L. Otto-Bliesner
- 2024: Peter U. Clark
- 2025: Zhengyu Liu[2]